# Bandera de Moravia

La bandera de Moravia, codificada en 2002-2003, y la bandera más antigua documentada de Moravia, todavía en uso.

Bandera de Jihomoravský kraj. En el primer campo de la bandera está el águila de Moravia. En el cuarto y último campo de la bandera hay un águila a cuadros amarillos y rojos, colocada allí como símbolo de reconciliación e integración de los diferentes grupos lingüísticos, religiosos y nacionales que históricamente vivieron en Moravia del Sur.

La bandera de Moravia es un símbolo utilizado para representar a Moravia. 
La primera representación del escudo provincial de Moravia en un estandarte, ya que en la Edad Media el estandarte derivaba del escudo de armas, se encuentra en el estandarte del Margrave representado en el Códice de Gelnhausen de 1407 (un águila roja plateada con armadura dorada y una corona dorada en campo azul), la primera descripción escrita es incluso un siglo más antigua. Sin embargo, ni el Margraviato de Moravia, ni el país de Moravia, ni el país de Moravia-Silesia han adquirido una bandera, ni han establecido su bandera como entidad jurídica mediante ningún acto legal. Se basaba en diversos documentos históricos, dibujos y descripciones, cuyo uso carecía de fundamento jurídico. La bandera de Moravia sólo adquirió este estatus en 2002-2003 con la concesión de emblemas y banderas a las regiones actuales, medio siglo después de la abolición del sistema provincial y la introducción del sistema regional. La bandera está codificada en el campo superior de las banderas de las regiones de Vysočina, Jihomoravský, Olomoucký y Zlínský y también en el campo superior de las banderas de las regiones de Pardubický y Moravskoslezský. La bandera es azul con un águila a cuadros blancos y rojos con corona amarilla y coraza amarilla en el centro del campo azul.
Un grupo de diputados también lo propuso así en 2023 en el Proyecto de Ley de Señales y Banderas Provinciales.

## Historia
La mención más antigua de la bandera de Moravia (a diferencia de la bandera, está firmemente unida al asta) y de sus colores procede de la crónica de Ottokar aus der Gaal de finales del siglo XIII y principios del XIV. Es una descripción de la batalla de Kressenbrunn, que tuvo lugar el 12 de julio de 1260. Los personajes de Bohemia y Moravia en la crónica de Bela IV fueron descritos por su ayudante Henry Preissler. A la cabeza del ejército bohemio que avanzaba cabalgaba Otakar II de Bohemia, cerca del cual ondeaba un estandarte con un león blanco sobre terciopelo rojo y junto a él un estandarte con un águila morava a cuadros rojos y blancos.
Hern Dietrich Spatzmanen
sach man die banier leiten:
in einem rȏten samît breiten
was gewohrt ein lewe wîz.

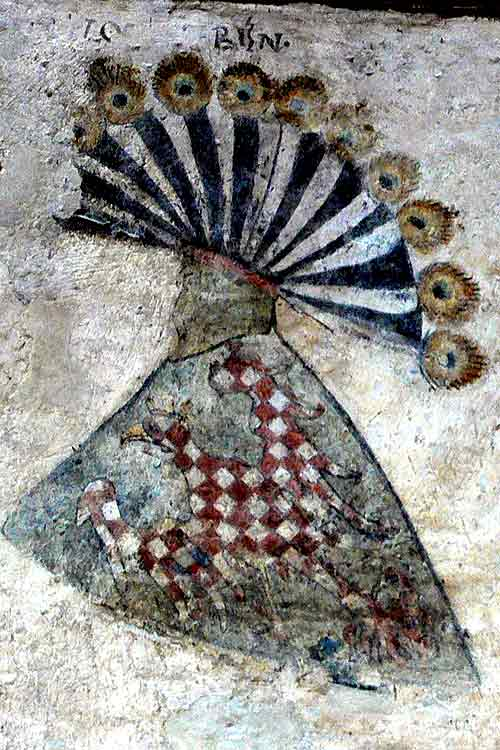
La representación en color más antigua que se conserva del escudo del Margrave de Moravia en Gozzoburg

ouch heten ir baniere flîz, (También tenían sus estandartes,)
die von Merhaeren wârn: (que eran de Moravia:)
ein geschâchzabelten arn (Águila a cuadros)
von rȏter und von wîzer varbe (colores rojo y blanco)
sach man ob in begarbe (se podía ver por encima de ellos bastante)
waejen von dem winde. (soplando en el viento)
Más tarde, el color de la bandera se derivó del color del escudo heráldico.
Desde el reinado de Otakar II de Bohemia, el margrave de Moravia está representado por el escudo de armas de un águila real plateada y roja con corona y garras doradas, mirando a la derecha y de pie sobre un escudo azul. 
Muchos investigadores han tratado de explicar el origen del cheque del águila morava y sus tinturas. 
La representación en color más antigua de un águila a cuadros se encuentra en Gozzoburg, otras aparecen a finales del siglo XIII y principios del XIV. La decoración al fresco del vestíbulo del castillo de Gozzoburg en Krems se realizó como muy tarde hacia 1270 (1269), o en relación con la recién construida capilla de Catalina (1267), seguramente después de 1262. En el vestíbulo están los escudos de Bohemia, Moravia, Austria y Estiria (véase el tipo del sello ecuestre de Otakar II de Bohemia tras su coronación como rey con cuatro escudos nacionales idénticos a los del castillo de Gozzoburg), pero no los escudos de Carintia y Carniola, que Otakar II de Bohemia heredó en 1269.

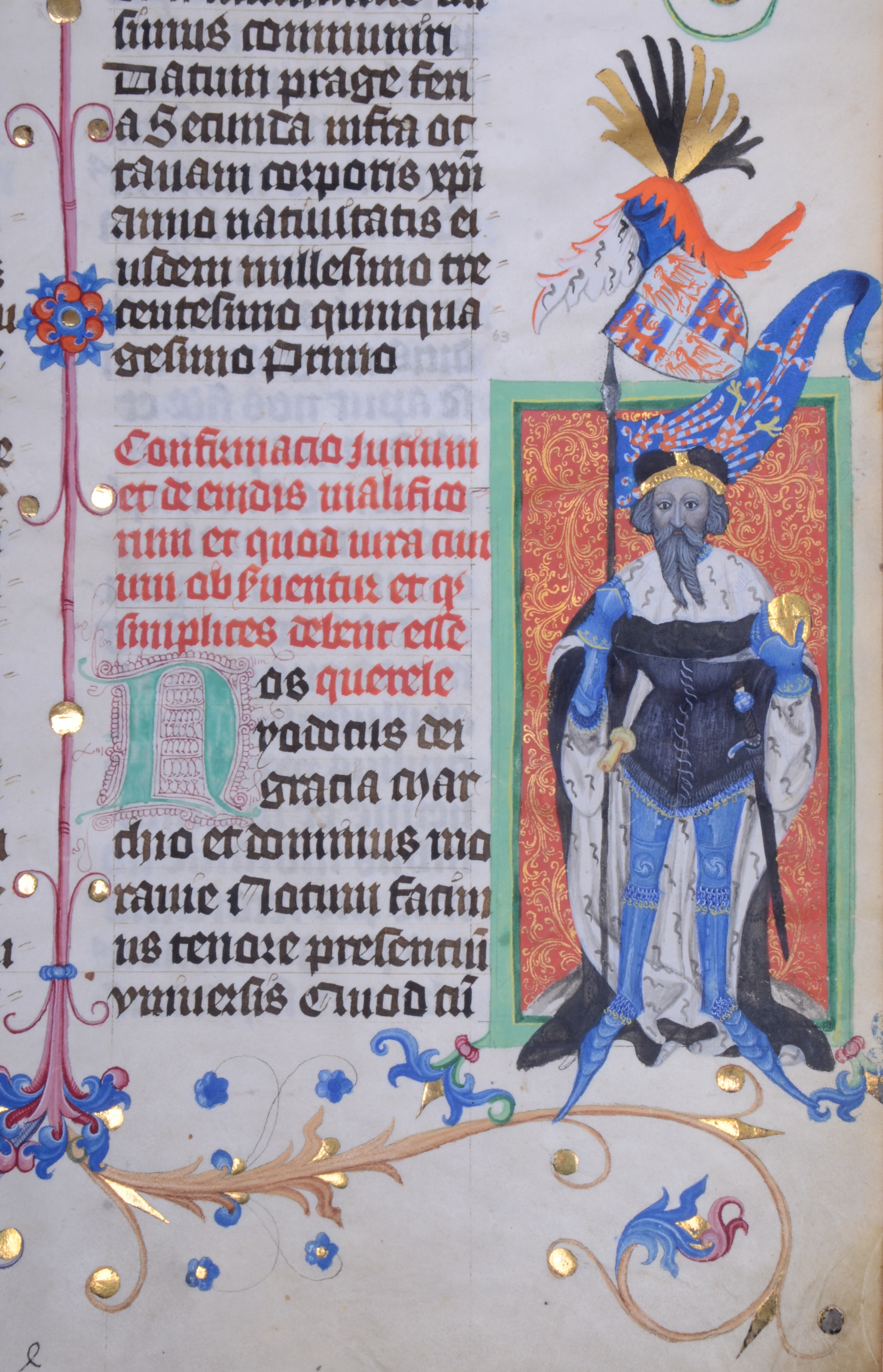
Bandera de Moravia por Jobst de Moravia en el Códice Gelnhausen en el folio 63r

El águila a cuadros se considera el escudo nacional de Moravia desde la época luxemburguesa como muy tarde.
Una de las primeras representaciones documentadas de un estandarte con un águila morava fue la del Códice de Gelnhausen, que muestra la figura del margrave moravo Jobst de Moravia con un estandarte azul sobre el que se sitúa un águila morava a cuadros blancos y rojos con corona amarilla y armadura amarilla (lógicamente sin escudo). El Códice se escribió entre el último tercio del siglo XIV y el primer tercio del XV.
El privilegio de blasón (carta) del emperador Federico III de 7 de diciembre de 1462, expedido a los estamentos moravos por iniciativa del gobernador moravo y mariscal del reino de Bohemia Enrique de Lipá, fue un documento que cambió la tintura plateada original del águila morava durante el reinado de Jorge de Podiebrad sustituyendo los campos plateados del blasón por otros dorados, creando así un nuevo escudo "estamental". („color albus in glaucum sive aureum transmutetur“ (Color blanco cambiado a amarillo o dorado)). La publicación de la carta es un ejemplo de injerencia en los asuntos internos de las tierras de Bohemia, ya que Federico III. Habsburgo como emperador romano la concedió a los estados de Moravia. Sin embargo, Moravia formaba parte de la corona de Bohemia y, según las leyes promulgadas por Carlos IV, el monarca romano no tenía autoridad para tomar tal medida, ya que Moravia estaba bajo el dominio directo del rey de Bohemia.
Históricamente, hubo varias versiones de banderas moravas utilizadas simultáneamente en dos o tres colores, derivadas de la tintura del escudo nacional, especialmente en el siglo XIX. Según algunos autores, la bandera morava es blanca-roja-azul, con franjas horizontales en ese orden. Esta combinación de colores fue la bandera de los patriotas moravos ya en el siglo XIX.

## Bandera azul con águila de Moravia
En el dictamen de expertos vexilológicos sobre la bandera de Moravia, publicado el 1. Junio de 2013 por los expertos de la Subcomisión de Heráldica y Vexilología de la Cámara de Diputados del Parlamento de la República Checa (Subcomisión de la Comisión de Ciencia, Educación, Cultura, Juventud y Educación Física) Zbyšek Svoboda, Pavel Fojtík, Petr Exner y el presidente de la Sociedad Checa de Vexilología Jaroslav Martykán, la bandera y la enseña de Moravia se considera la bandera y la enseña históricamente más apropiada en su forma documentada más antigua, es decir. es decir, una hoja azul con un águila a cuadros blancos y rojos.

## Más artículos
- Áquila morava